# Grzawa
Grzawa ist ein Dorf in Polen in der Woiwodschaft Schlesien. Es liegt im Powiat Pszczyński und gehört zur Landgemeinde Miedźna.

## Ortsname
Die Ortsbezeichnungen wechselten: Grdzawa (1444, 1772, 1790), Rzawa (1517) Rdzawa (1524, 1563, 1568 und 1598), Gzawa im Jahr 1536, Grdziawa (1636, auch 1721). Früher bezeichnete man damit die Farbe von mit Eisenverbindungen gefärbtem Wasser. Sümpfe mit rostigem Wasser wurden auch Rdzawka genannt.

## Sehenswürdigkeiten
Kirche Enthauptung Johannes des Täufers (Ścięcia św. Jana Chrzciciela) ist eine Schrotholzkirche von Anfang des 16. Jahrhunderts. Von 1560 bis 1628 wurde sie von evangelischen Christen genutzt. Sie hat einen manieristischen Stil vom Ende des 17. Jahrhunderts.

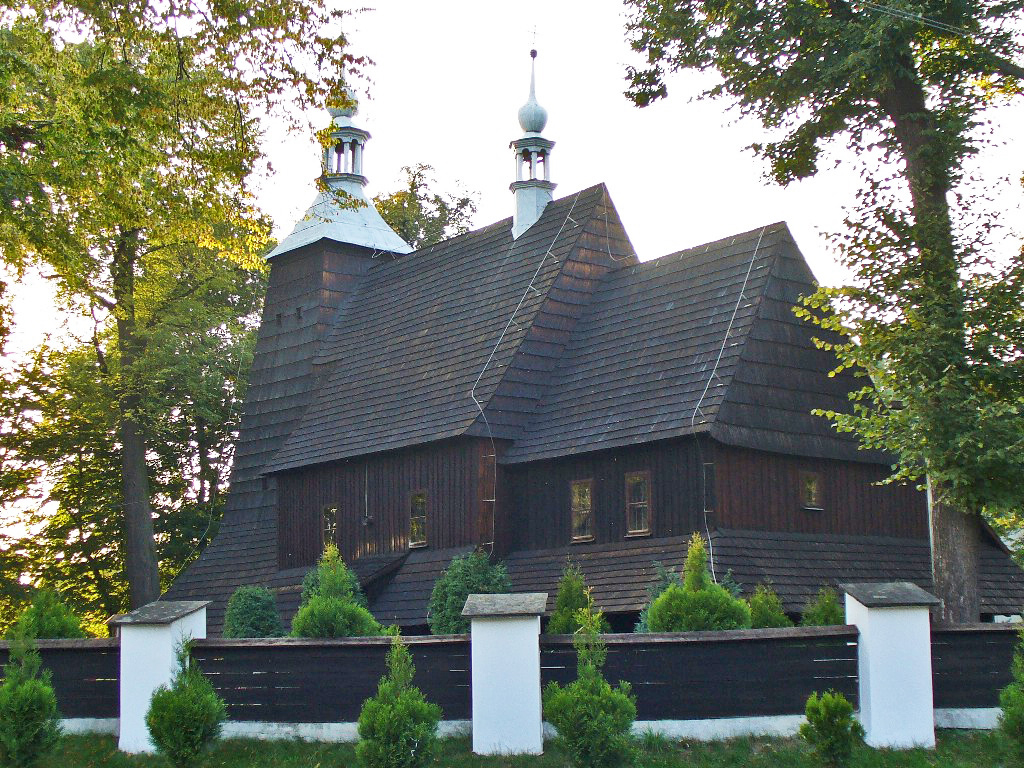
Kirche Enthauptung Johannes des Täufers
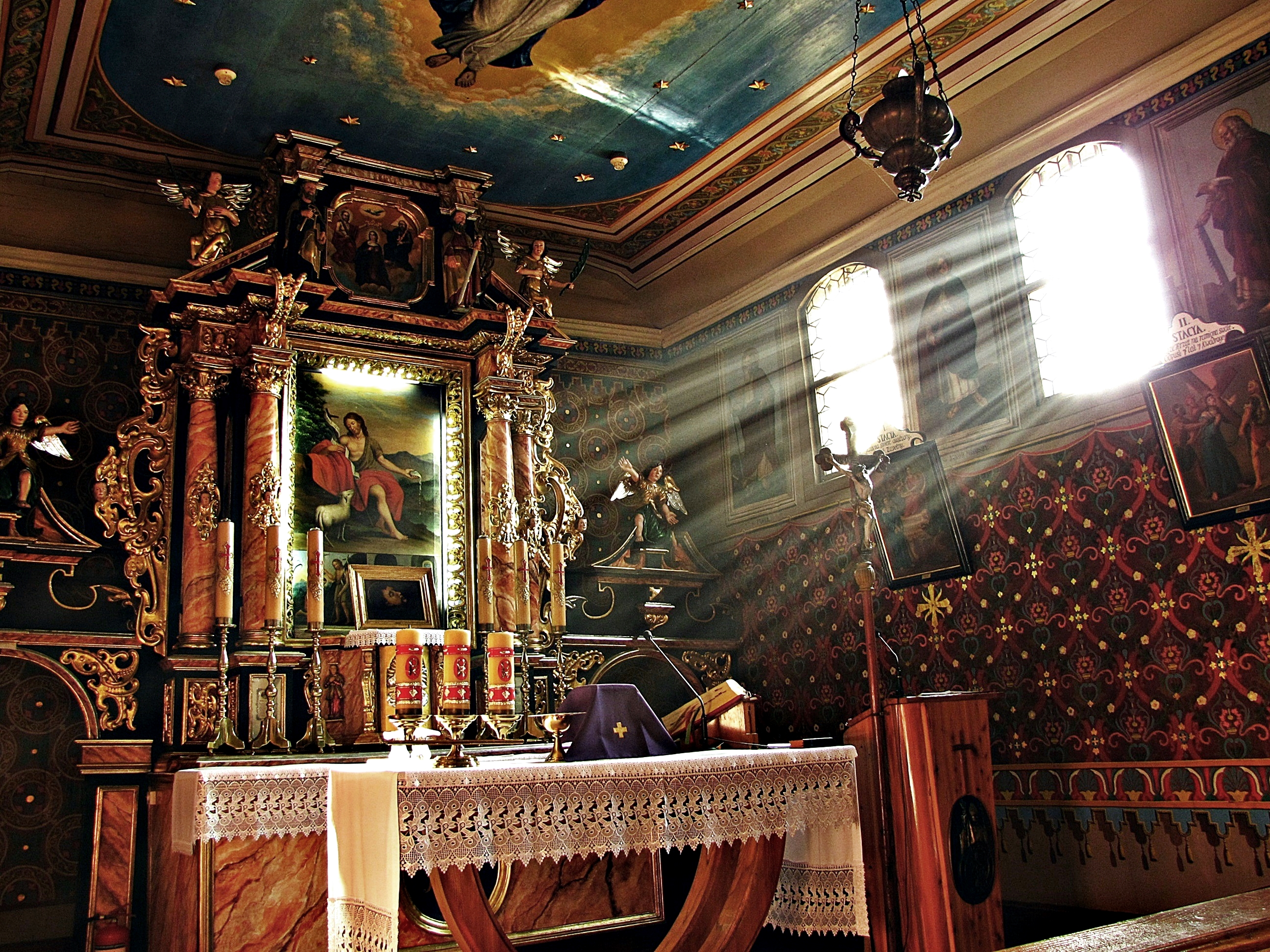
Der Hauptaltar

## Söhne und Töchter
- Valentin Wojciech (1868–1940), Weihbischof